# Beta Virginis
Beta Virginis (Zavijava, Zavijah, Zavyava, Zawijah, Alaraph, Minelauva, 5 Virginis) é uma estrela na direção da Virgo. Possui uma ascensão reta de 11h 50m 41.29s e uma declinação de +01° 45′ 55.4″. Sua magnitude aparente é igual a 3.59. Considerando sua distância de 36 anos-luz em relação à Terra, sua magnitude absoluta é igual a 3.40. Pertence à classe espectral F8V.

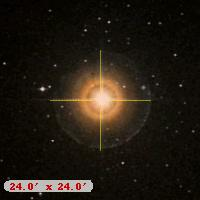
Imagem da estrela Beta Virginis